# Hietalahti (Helsinki)
Pour les articles homonymes, voir Hietalahti.
Hietalahti (en suédois : Sandviken, en français : "Baie de sable fin") est une baie et une section du quartier de Kamppi à Helsinki en Finlande. 

## Description
Hietalahti est  à la limite des quartiers de Punavuori et de Jätkäsaari. 
La place du marché Hietalahdentori et le marché couvert jouxtant cette place sont situés dans ce quartier.
Le chantier naval de Hietalahti s'étend sur Hietalahti et Hernesaari.

## Galerie

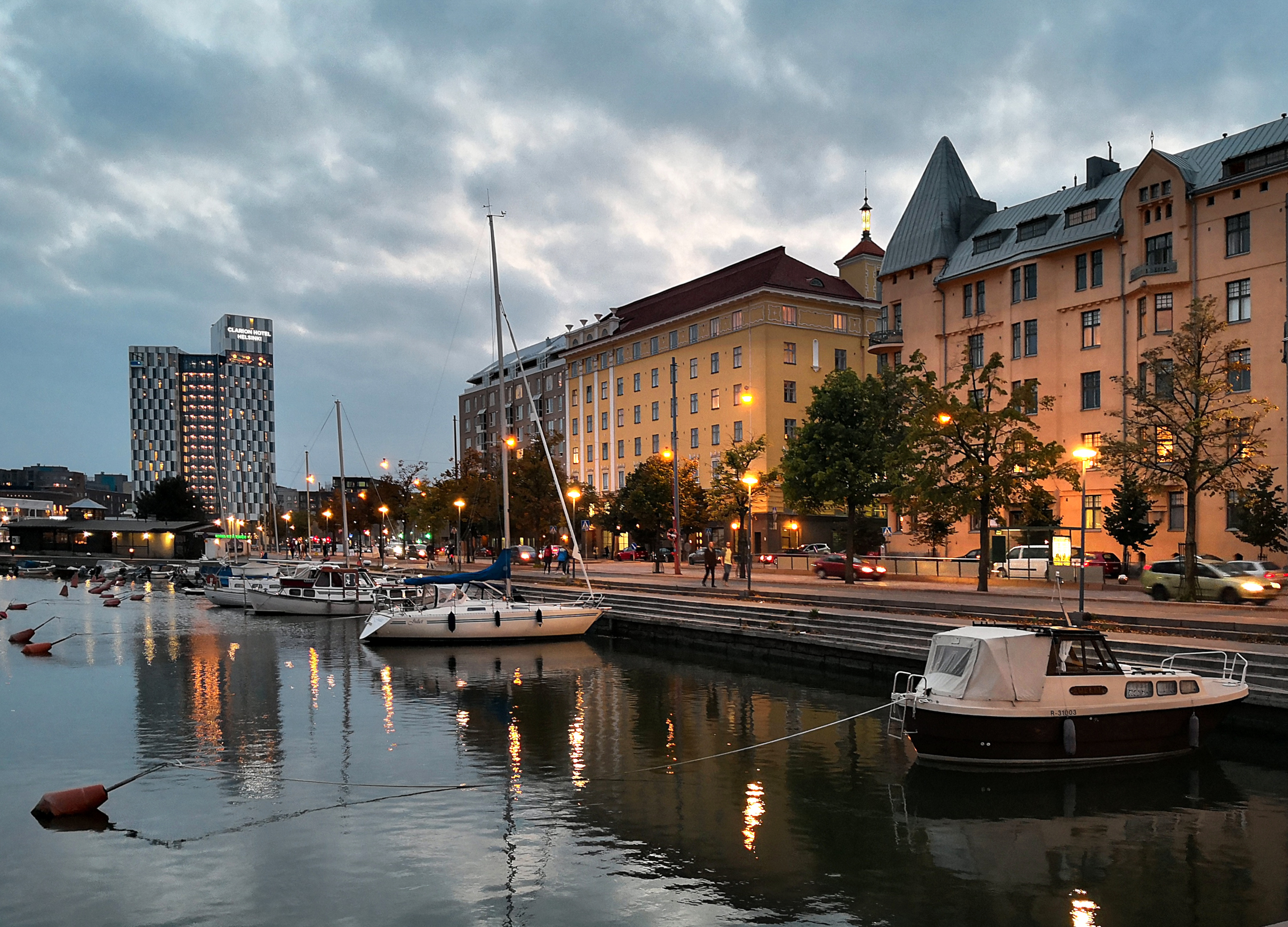
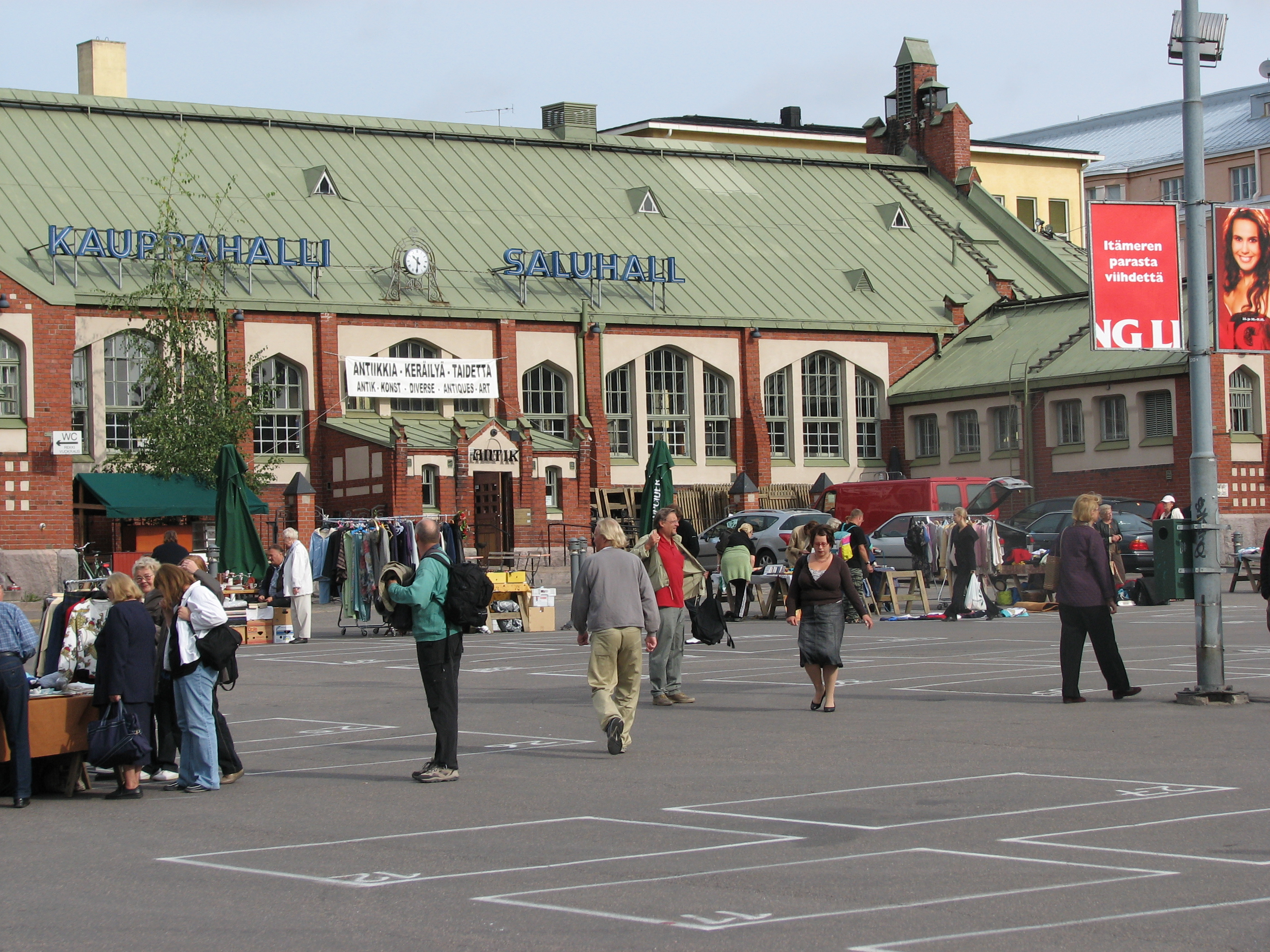
Place du marché Hietalahdentori

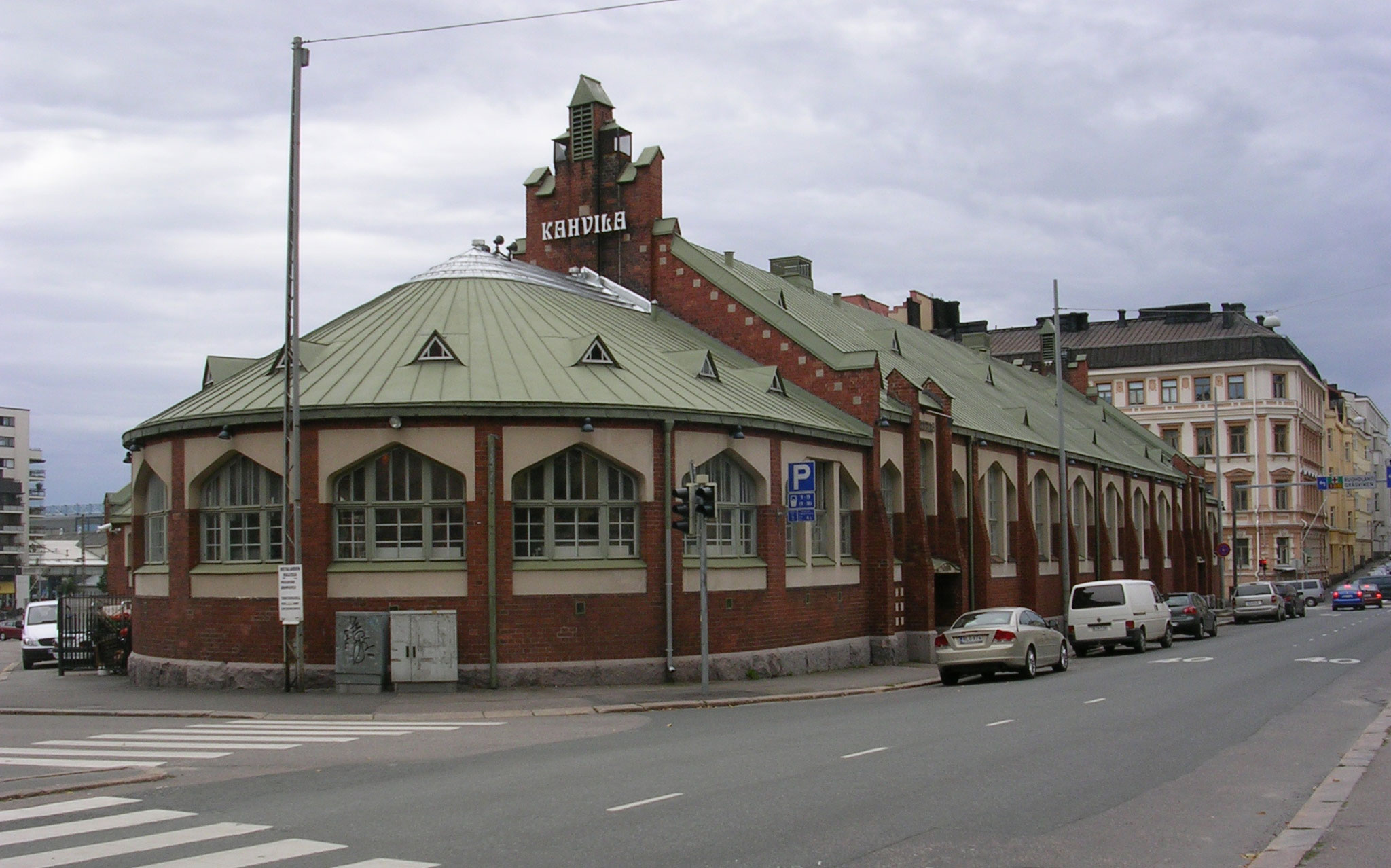
Marché couvert de Hietalahti
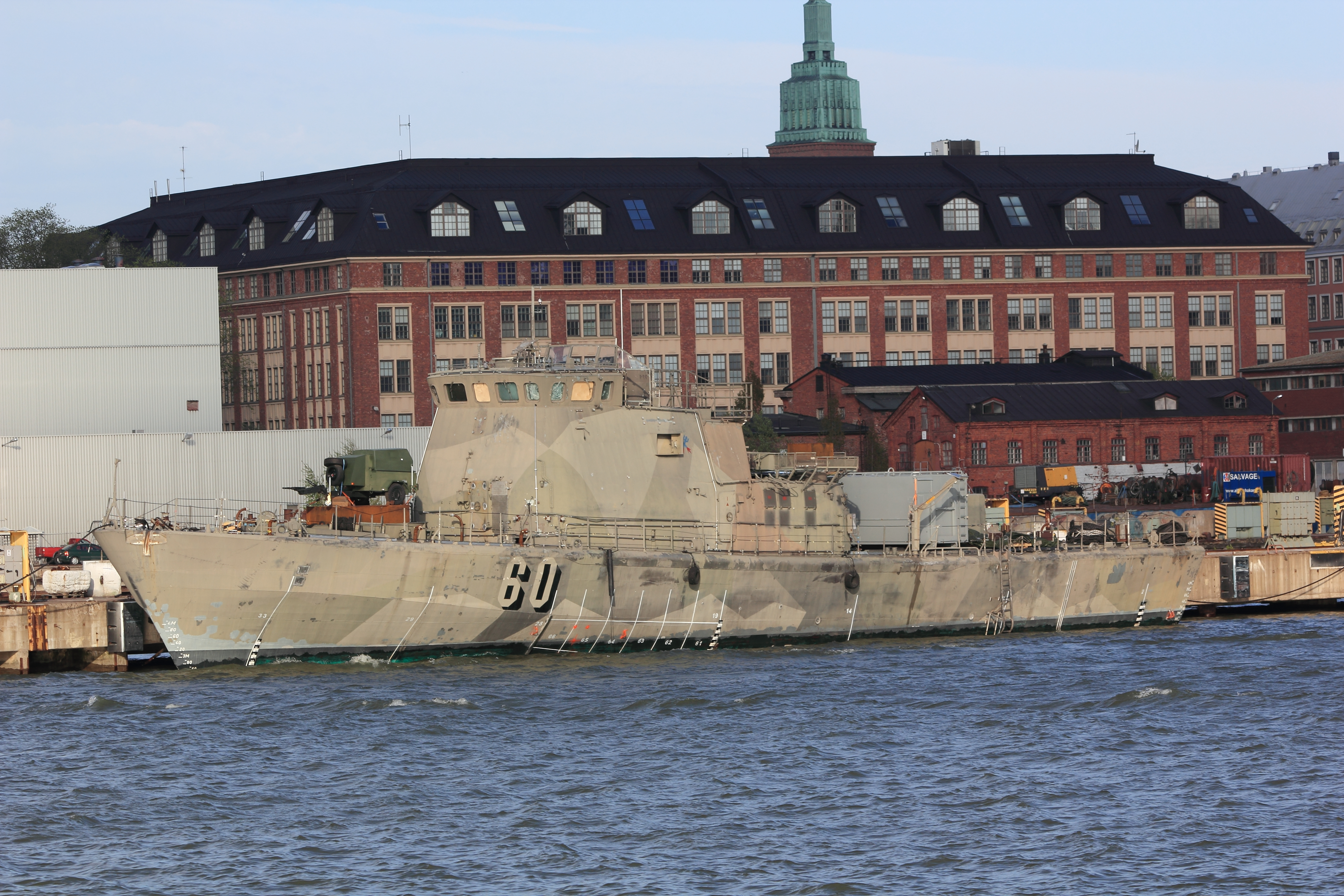
Chantier naval de Hietalahti.